# Magyar Anime Társaság
A Magyar Anime Társaság (röviden MAT) egy 2003. július 6-án alapított – azóta közhasznúvá vált –, országos kiterjedésű egyesület, mely a következő célok elérésére jött létre:
- az anime és a manga népszerűsítése, megismertetése, az ezzel kapcsolatos esetlegesen már kialakult tévedések, sztereotípiák eloszlatása
- a modern japán kultúra általános bemutatása (pl.: modern zene, szokások, divat)
- bejegyzett egyesületként jogi háttér biztosítása az ország különböző pontjain szervezett hasonló témakörű és célú rendezvényekhez
- az országban tevékenykedő más, Japánnal foglalkozó szervezetekkel való együttműködés
- az animék és a mangák hazai beszerzésének megkönnyítése, az ezzel foglalkozó cégekkel együttműködve magyarországi megjelenésük elősegítése

## Tevékenységei
A társaság megalakulása óta – kezdetben más egyesületekkel együtt, majd önállóan vagy helyi csoportok közreműködésével – nagy gyakorisággal szervez úgynevezett AnimeConokat Budapesten és országszerte, ahol a műfaj rajongói találkozhatnak egymással, és különböző programokon keresztül bővebb ismereteket szerezhetnek az animéről, mangáról és Japánról is. Saját rendezvényein kívül részt vesz még minden olyan képregénnyel és Japánnal foglalkozó eseményen, melyre meghívást kap. A MAT folyamatosan figyelemmel kíséri, és szükséges esetben korrigálja a Magyarországon megjelenő cikkeket, kritikákat az animével és mangával kapcsolatban, például közleményt adtak ki a Frei Dosszié egy Japánnal foglalkozó műsorára való reakcióként.